# Laranja (cor)
O laranja, alaranjado, cor laranja, cor de laranja, abóbora, cor abóbora ou cor de abóbora é uma cor terciária nos sistemas RGB e CMYK (e secundária no obsoleto sistema RYB), formada pelo vermelho e o amarelo que, no espectro visível, tem um comprimento de onda aproximado de 590 a 620 nanómetros. Tem a mesma cor da fruta que lhe dá o nome.

## Impacto cultural e outros
Na Europa e na América, pesquisas mostram que o alaranjado é a cor mais associada a diversões, ao não convencional, ao extrovertido, ao calor, ao fogo, a energia, a atividade, ao perigo, ao sabor e aroma, ao protestantismo, ao outono e a estação de Allhallowtide,  o tempo do ano litúrgico dedicado a lembrar os mortos (Halloween, Dia de Todos os Santos e Dia de Finados). É a cor nacional dos Países Baixos e da Casa de Orange. Na Ásia, é uma importante cor simbólica do budismo e do hinduísmo.
Algumas coisas que têm cor laranja: laranja (fruta); chama, fogo, ou brasa em madeira; mel silvestre olhado contra a luz, abóbora, etc.

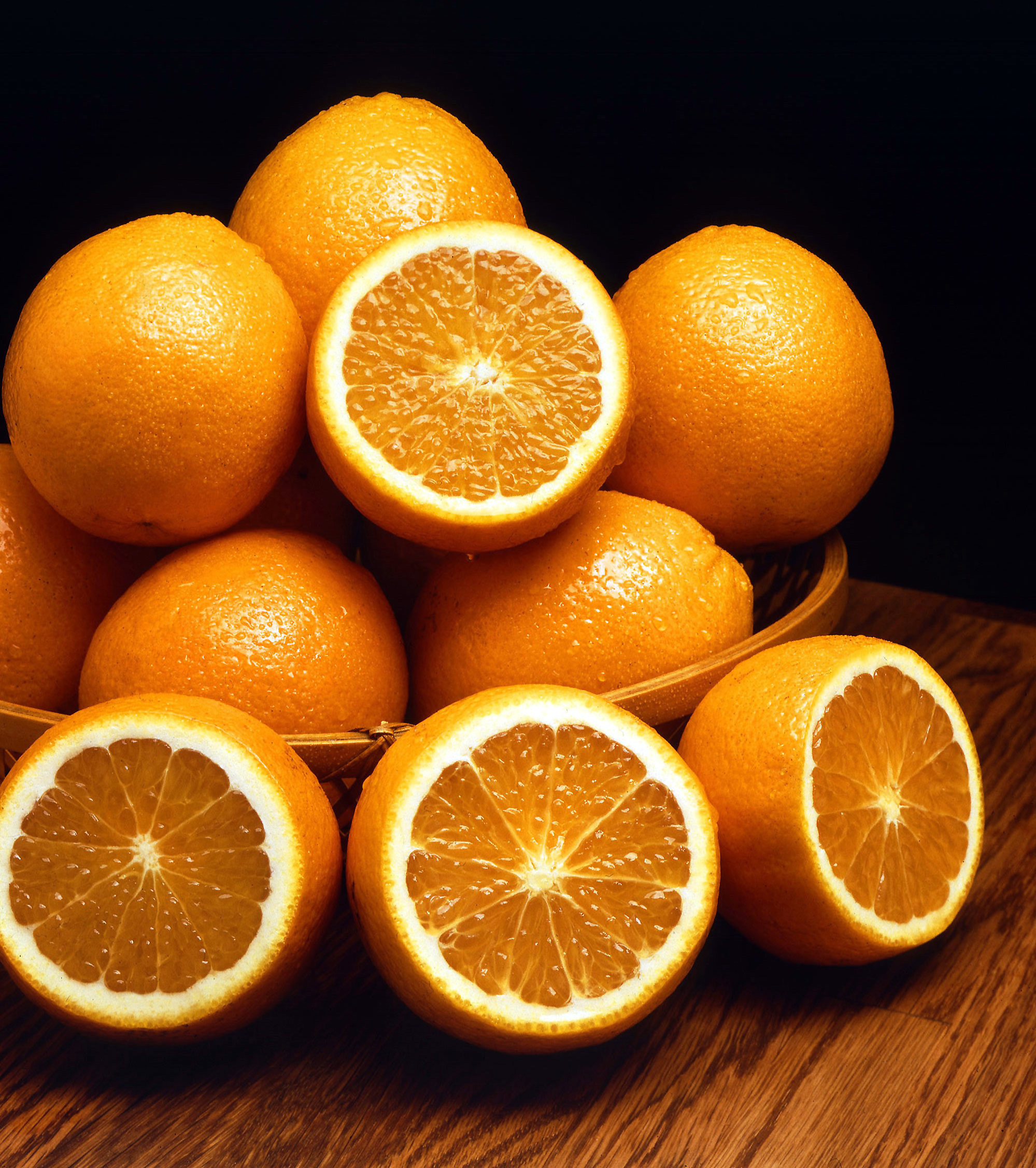
Laranjas

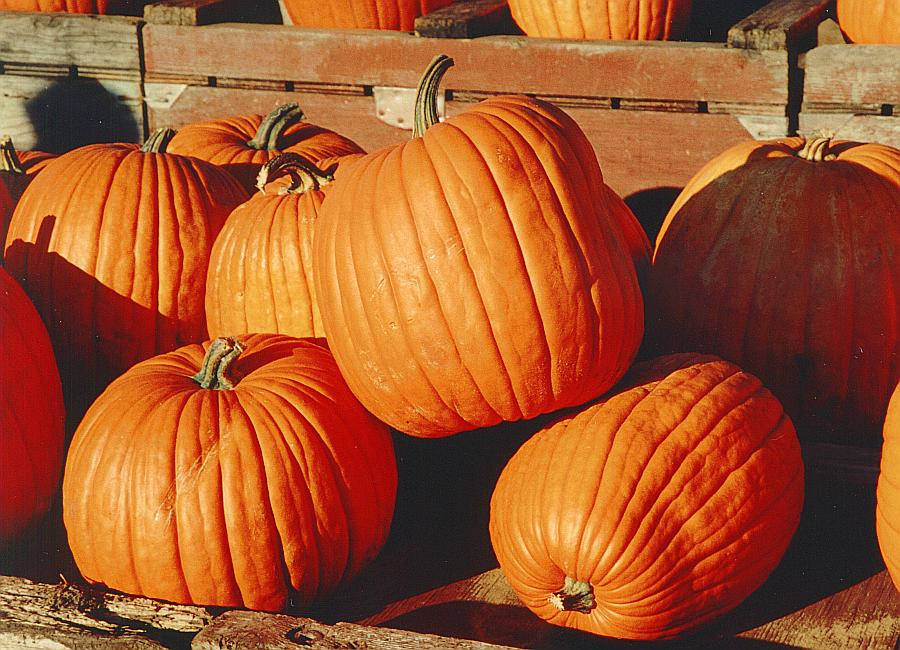
Abóboras

## A cor nos padrões
Para facilitar o uso das cores, principalmente no trabalho de artes gráficas e impressão, a padronização internacional das cores é fundamental. Para isso, algumas empresas especializadas disponibilizam publicamente alguns códigos que são associados a uma determinada cor. Esses códigos podem ser encontrados em gráficas disponibilizados em catálogos, em diversos tipos de papel. Segue uma lista com os códigos para a cor laranja. Nota: pode não haver a cor apropriada ou haver mais de um código possível para a cor laranja em cada padrão, dependendo da variação de tonalidades, porém se escolheu a mais próxima para ilustrar.
| PANTONE MATCHING SYSTEM® (com cobertura) | PANTONE 168 CVC      |
| PANTONE MATCHING SYSTEM® (sem cobertura) | PANTONE 165 CVU      |
| PANTONE Process Color System®            | PANTONE S36-1 CVS    |
| PANTONE® Hexachrome® (com cobertura)     | PANTONE H 85-8 CVC   |
| PANTONE® Hexachrome® (sem cobertura)     | PANTONE H 70-1 CVU   |
| Cores metálicas PANTONE® (foscas)        | PANTONE 8943 CVU     |
| Cores pastéis PANTONE® (com cobertura)   | PANTONE 9201 CVC     |
| Cores pastéis PANTONE® (sem cobertura)   | PANTONE 9201 CVU     |
| Cores HKS®                               | HKS 06K 090% ' K 0%  |
| Cores TRUMATCH                           | TRUMATCH 8-A         |
| Cores FOCOLTONE                          | FOCOLTONE 3507       |
| Cores SpectraMaster®                     | SpectraMaster® YS082 |
| TOYO COLOR FINDER                        | TOYO 0154pc*         |
| Cores DIC                                | DIC 566p*            |
| Cores Lab                                | L*a*b* 60 25 29      |